# Cadouin
Pour les articles homonymes, voir Cadouin (homonymie).
Cadouin est une ancienne commune française située dans le sud du département de la Dordogne, en région Nouvelle-Aquitaine. Ses habitants sont appelés les Cadunien(ne)s. Depuis 1974, le village fait partie de la commune du Buisson-de-Cadouin.

## Géographie
La commune associée de Cadouin est implantée dans le quart sud-est du département de la Dordogne, en Périgord noir. Arrosée par le Bélingou, un affluent de rive gauche de la Dordogne, elle représente la partie sud de la commune du Buisson-de-Cadouin.
À l'intersection des routes départementales (RD) 2, 25 et 54, le village de Cadouin est situé, en distances orthodromiques, quatre kilomètres et demi au sud-ouest du Buisson-de-Cadouin, onze kilomètres à l'est-sud-est de Lalinde et douze  kilomètres au sud-sud-ouest du Bugue.

## Toponymie

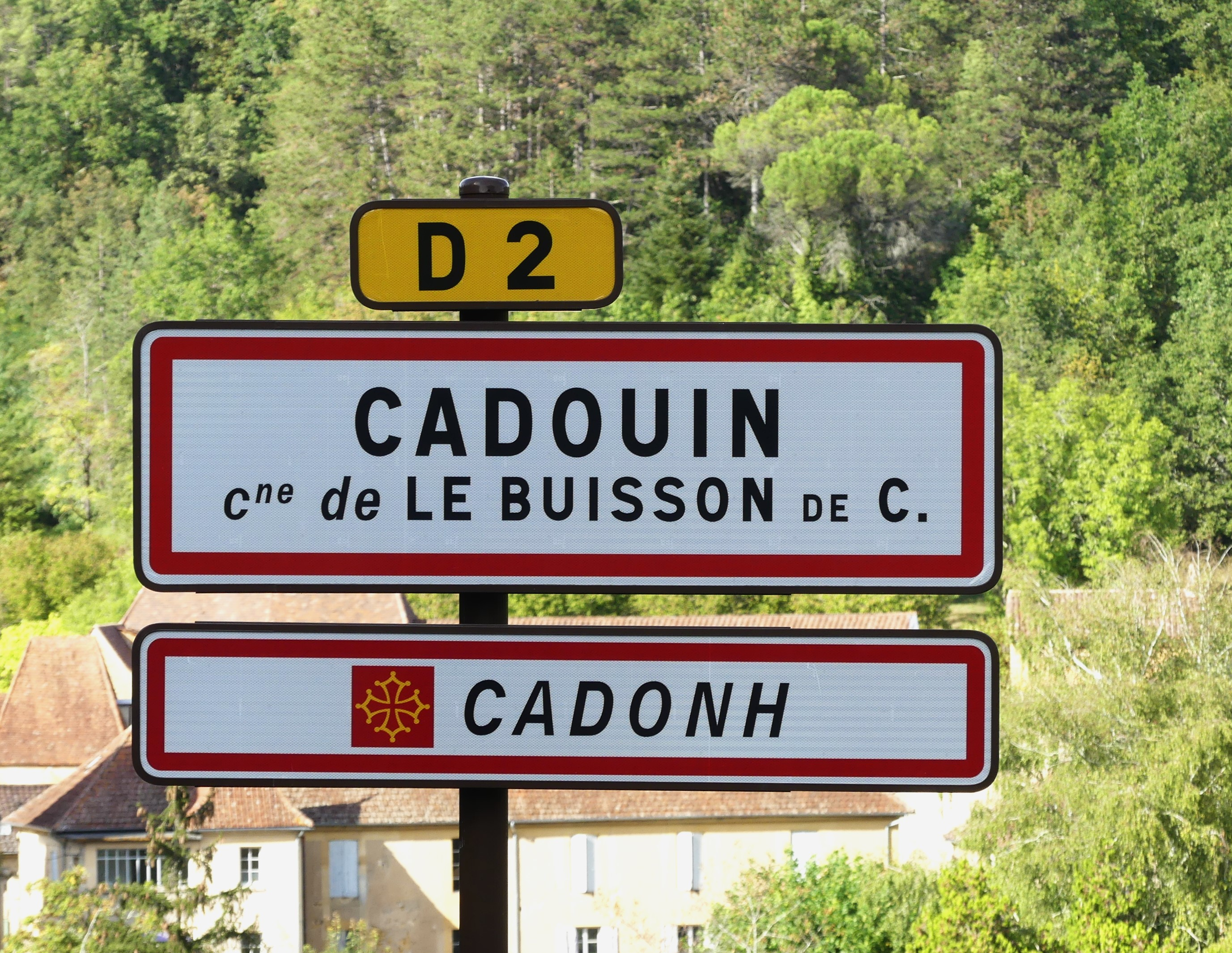
Panneau d'entrée en français et occitan.

En occitan, Cadouin porte le nom de Cadonh.

## Histoire

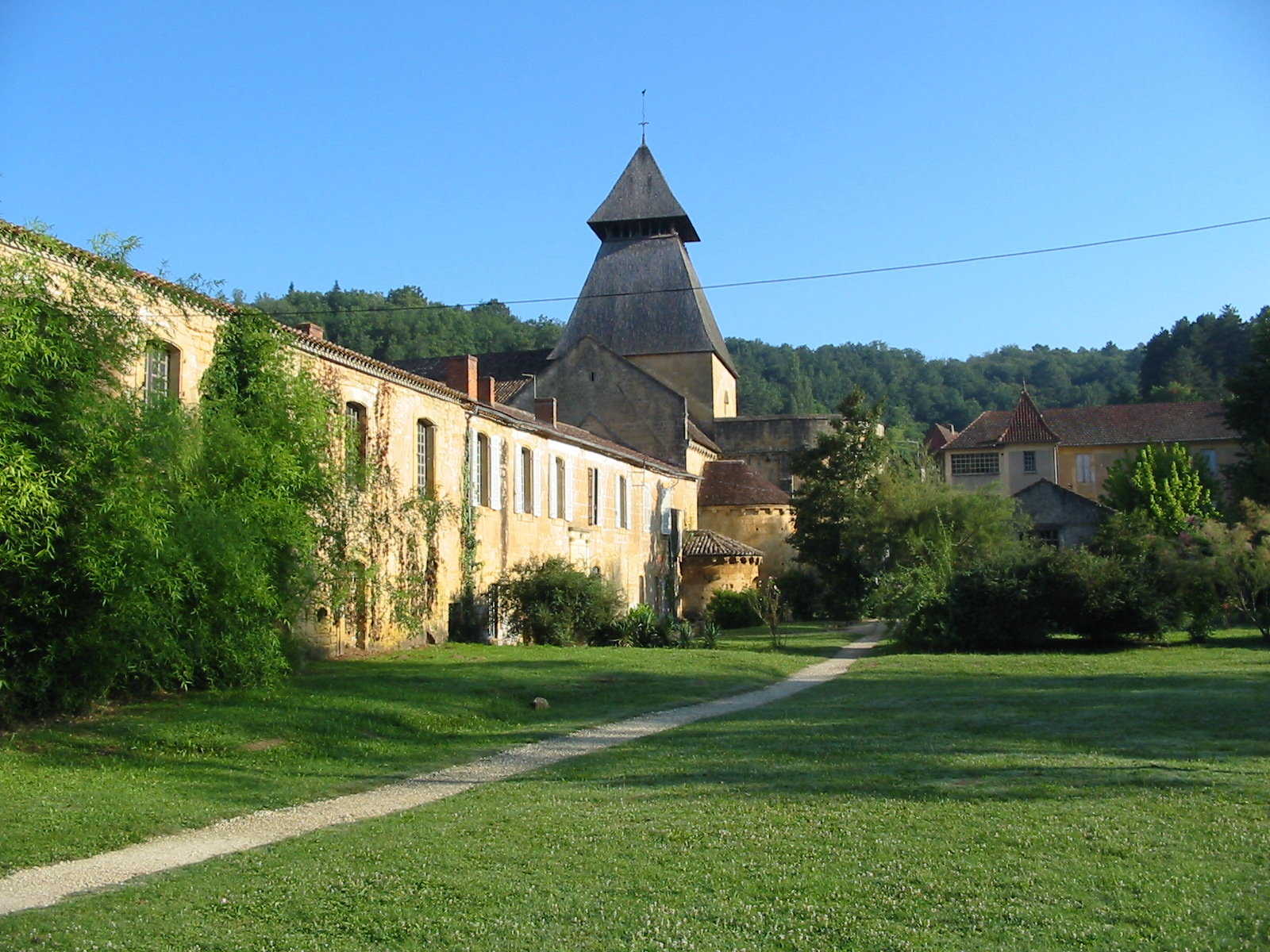
Vue de l'abbaye de Cadouin depuis l'est.

En 1115, Géraud de Salles fonde l'importante abbaye Notre-Dame de la Nativité de Cadouin, rapidement affiliée à l'ordre de Citeaux. L'abbaye connaît une grande prospérité au cours du Moyen Âge, du fait de sa relique, le suaire de la tête du Christ (en fait un rarissime tissu brodé de soie de la fin du XIe siècle, rapporté de la première croisade).
Dans les premières années de la Révolution, les éphémères communes de Sales de Cadouin et La Salvetat fusionnent avec Cadouin.
Pendant la Seconde Guerre mondiale, Maurice Chevalier s'est réfugié chez les Delemarre, des amis artistes habitant Cadouin. Ils passent plusieurs semaines cloîtrés dans la maison, avec la peur que les Allemands ou que la Résistance ne les retrouvent. Emmené à Périgueux par les maquisards, Maurice Chevalier est entendu pour faits de collaboration par André Urbanovitch dit « Doublemètre » qui l'interroge dans son bureau, Maurice Chevalier qualifiant cet épisode dans ses mémoires « de plus mauvais quart d’heure de sa vie »,.
Jusqu'autour de 1960, il y avait à Cadouin, une « École ménagère et rurale » qui accueillait des jeunes filles et leur prodiguait une instruction orientée vers les soins du ménage et de la tenue d'une maison de ferme. Cette école était tenue par des religieuses Filles de la charité de Saint Vincent de Paul reconnaissables à leur cornette.
Pendant la période de l'occupation, cette institution fut, à l'initiative de sa directrice, Sœur Granier, un refuge pour plusieurs familles juives et pour une sœur anglaise, Sœur Agnès Walsh, que les circonstances avaient retenue en France en 1940 et qui risquait un internement.
Sœur Granier et Sœur Agnès[réf. nécessaire] ont reçu la médaille de Yad Vashem qui récompense les Justes parmi les nations.
Le 1er janvier 1974, les communes de Cadouin, Paleyrac et Urval entrent en fusion-association avec celle du Buisson-Cussac qui prend alors le nom du Buisson-de-Cadouin.
L'année 2015 a été le 900e anniversaire de la fondation de l'abbaye cistercienne de Cadouin. Une des premières de la grande aventure de saint Bernard et une des rares abbayes aujourd'hui inscrites au patrimoine mondial par l'UNESCO. En 2016 a eu lieu le 23e colloque de Cadouin, une des grandes manifestations culturelles estivales de la Dordogne.
Cadouin est le pays natal du cinéaste et homme de lettres Louis Delluc, l'éveilleur du cinéma français. Chaque année, le meilleur film français reçoit le prix Louis-Delluc. Depuis 2016, un coffret de DVD permet enfin de visionner ses films, inaccessibles jusque-là.

### Cadouin auXXIesiècle
Cadouin est un village touristique qui s'est développé autour de son abbaye cistercienne. Situé au « Pays des Bastides et Cités médiévales », entre Bergerac et Sarlat, le village est associé à la commune du Buisson-de-Cadouin.
L'ensemble abbatial, classé au patrimoine mondial de l'UNESCO en tant qu'étape des chemins de Saint Jacques de Compostelle, constitue le plus bel exemple d'architecture religieuse du Périgord. Les bâtiments conventuels, ont été transformés en une auberge de jeunesse modèle.
Le village est entouré par la forêt de la Bessède.
Après la restauration des bâtiments abbatiaux, le village a entrepris en 2007/2008 l'aménagement de la place de l'abbaye autour de la halle médiévale. Des travaux de restauration ont été effectués dans le cloître. Un petit musée présente l'histoire de Cadouin et une copie du Saint-Suaire qui y fut vénéré jusqu'en 1934.
Depuis les années 1990, sous l'égide des « Amis de Cadouin », un colloque historique et archéologique réunit les passionnés de Cadouin chaque année un samedi, autour du 20 août (date de la saint Bernard). Les Actes des colloques sont publiés et accessibles sur le site des « Amis de Cadouin ».
Depuis juillet 2007, le village d'Obenheim (Bas-Rhin) est jumelé avec Cadouin.
Exceptionnellement, en août 2008, à l'occasion d'un festival de musique baroque, un orgue à tuyaux a été mis en place dans l'abbatiale. À noter le caractère inédit de cette expérience puisque l'abbaye n'avait jamais accueilli d'orgue.

## Politique et administration

### Rattachements administratifs
Dès 1790, la commune de Cadouin est rattachée au canton de Cadouin qui dépend du district de Belvès jusqu'en 1795, date de suppression des districts. En 1801, le canton est rattaché à l'arrondissement de Bergerac.

## Démographie
La commune de Cadouin, ancien chef-lieu de canton, est en déclin démographique depuis les années 1880.
Au 1er janvier 2022, la commune associée de Cadouin compte 309 habitants.
| 1793 | 1800 | 1806 | 1821 | 1831 | 1836 | 1841 | 1846 |
| ---- | ---- | ---- | ---- | ---- | ---- | ---- | ---- |
| 650  | 603  | 590  | 624  | 695  | 742  | 703  | 705  |

| 1851 | 1856 | 1861 | 1866 | 1872 | 1876 | 1881 | 1886 |
| ---- | ---- | ---- | ---- | ---- | ---- | ---- | ---- |
| 695  | 700  | 637  | 692  | 691  | 694  | 716  | 652  |

| 1891 | 1896 | 1901 | 1906 | 1911 | 1921 | 1926 | 1931 |
| ---- | ---- | ---- | ---- | ---- | ---- | ---- | ---- |
| 605  | 598  | 526  | 523  | 512  | 468  | 458  | 420  |

| 1936 | 1946 | 1954 | 1962 | 1968 | - | - | - |
| ---- | ---- | ---- | ---- | ---- | - | - | - |
| 453  | 466  | 432  | 352  | 348  | - | - | - |

## Galerie d'images

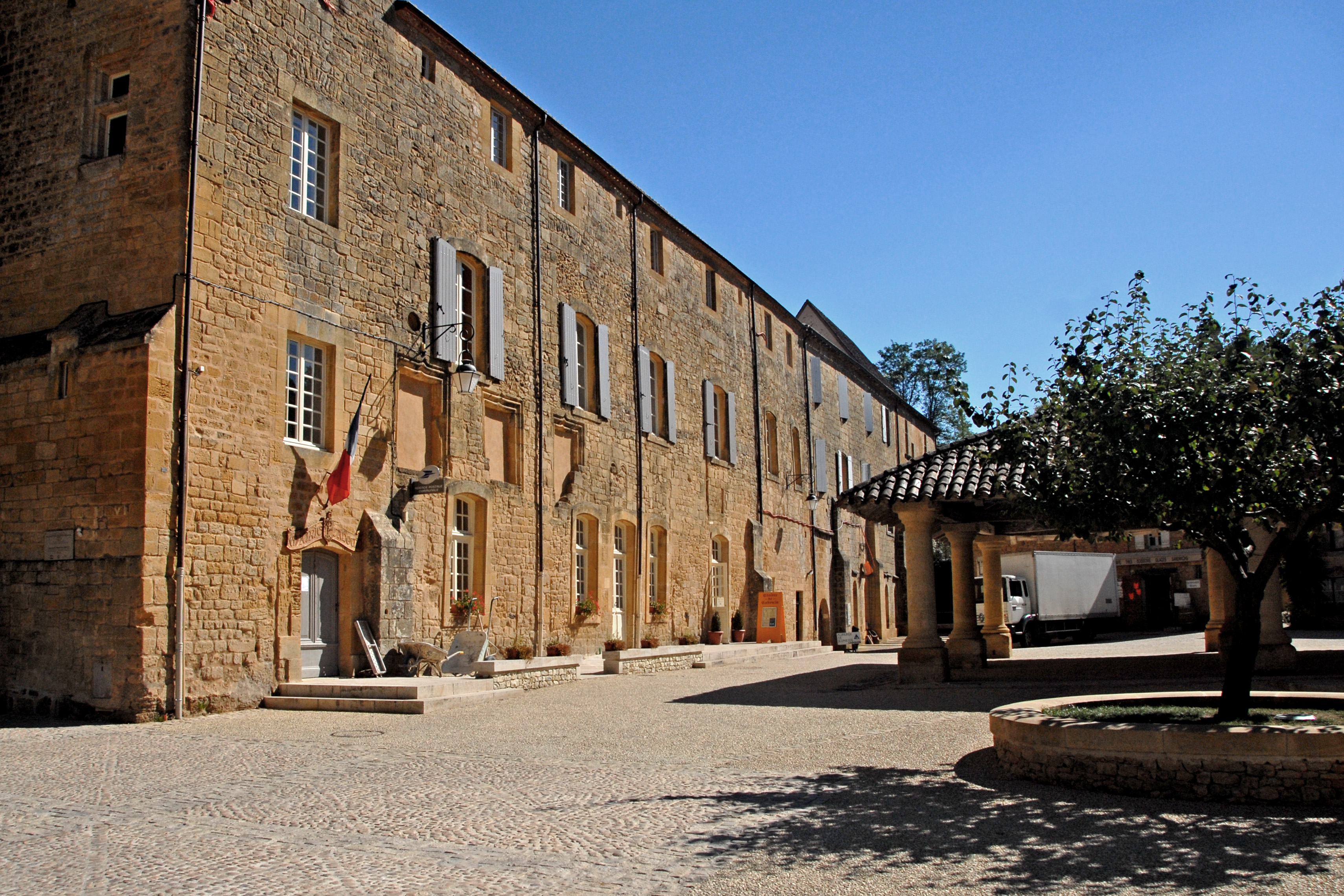
La mairie annexe face à la halle.
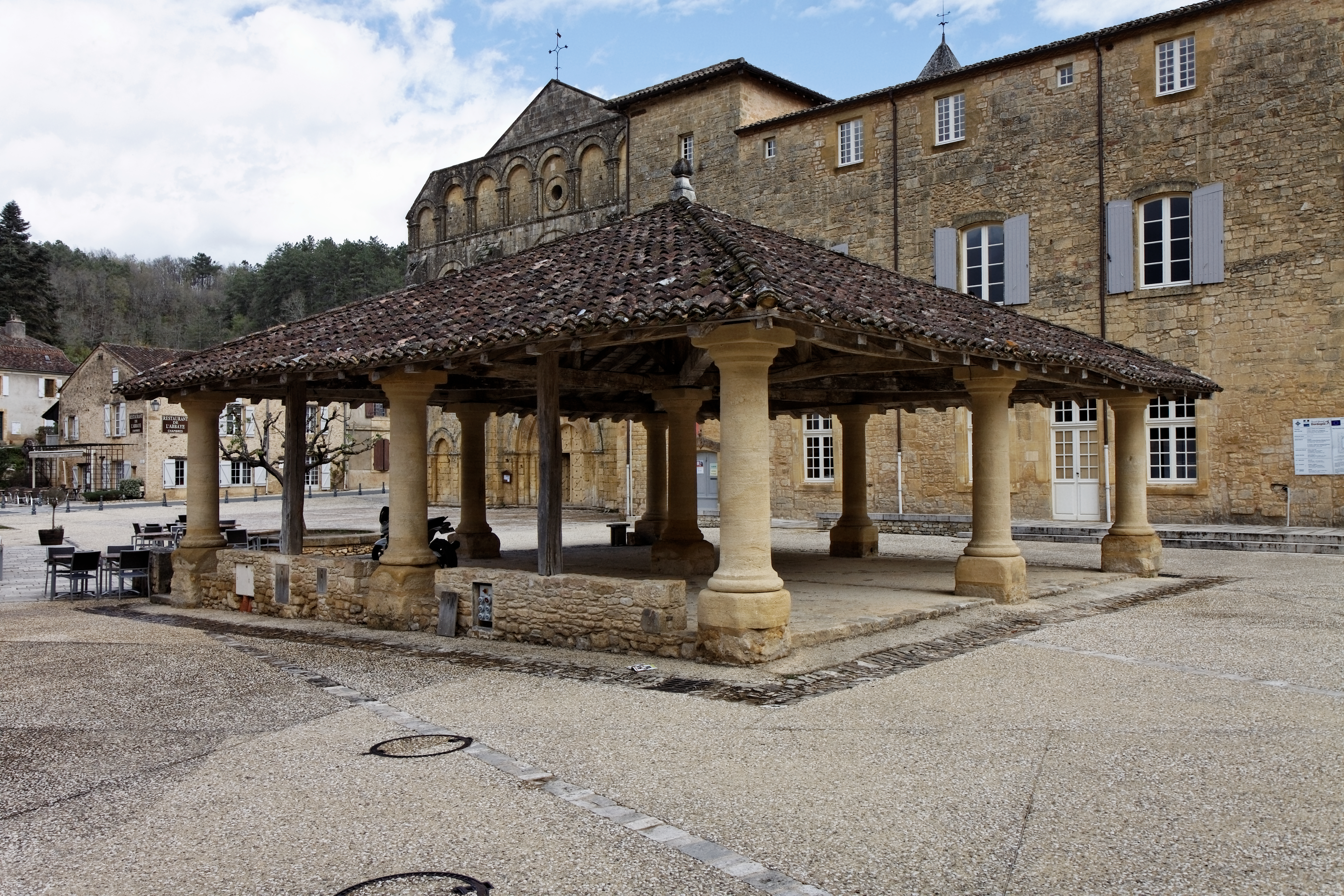
La halle médiévale.
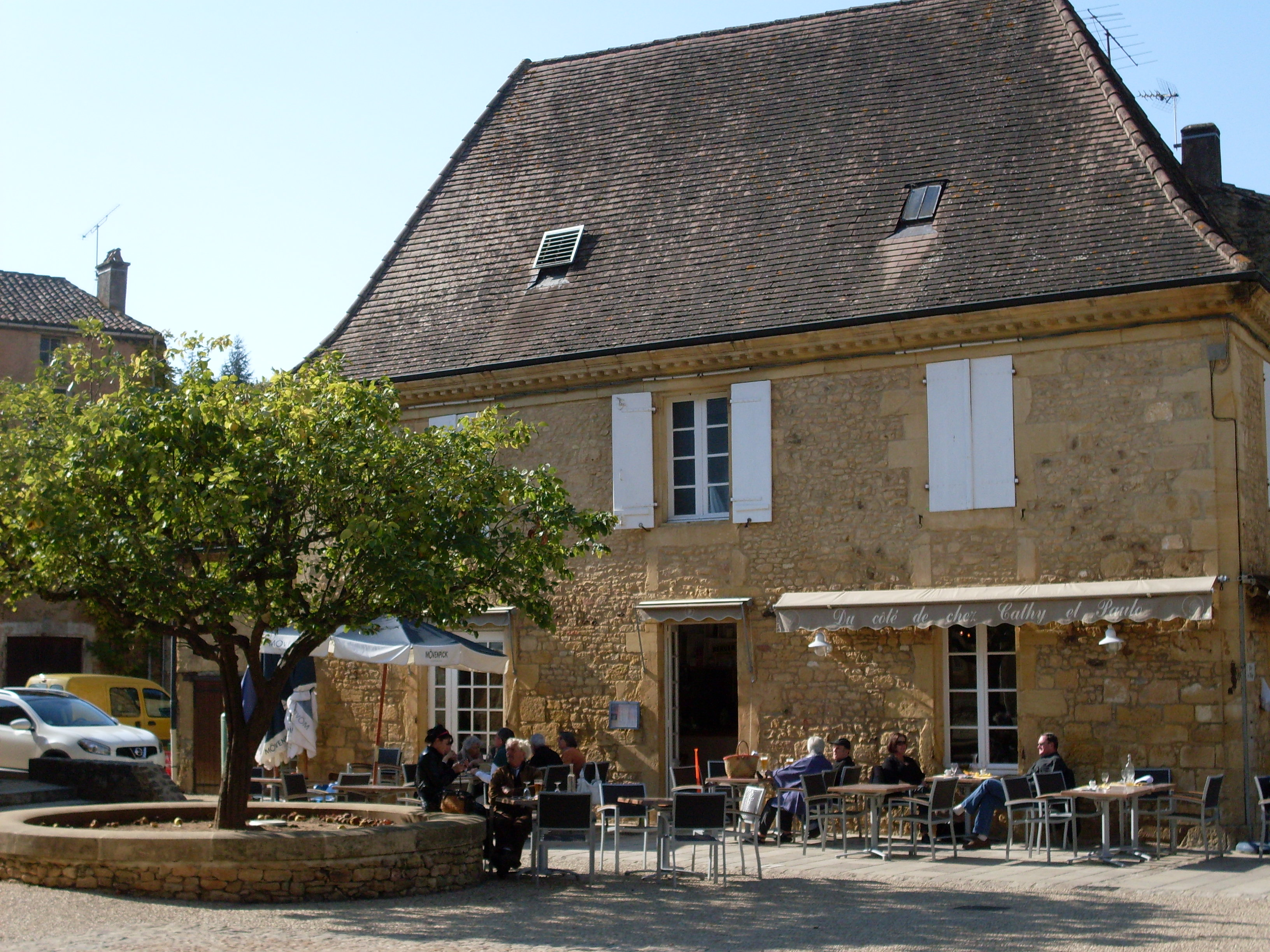
Maison à côté de la halle.
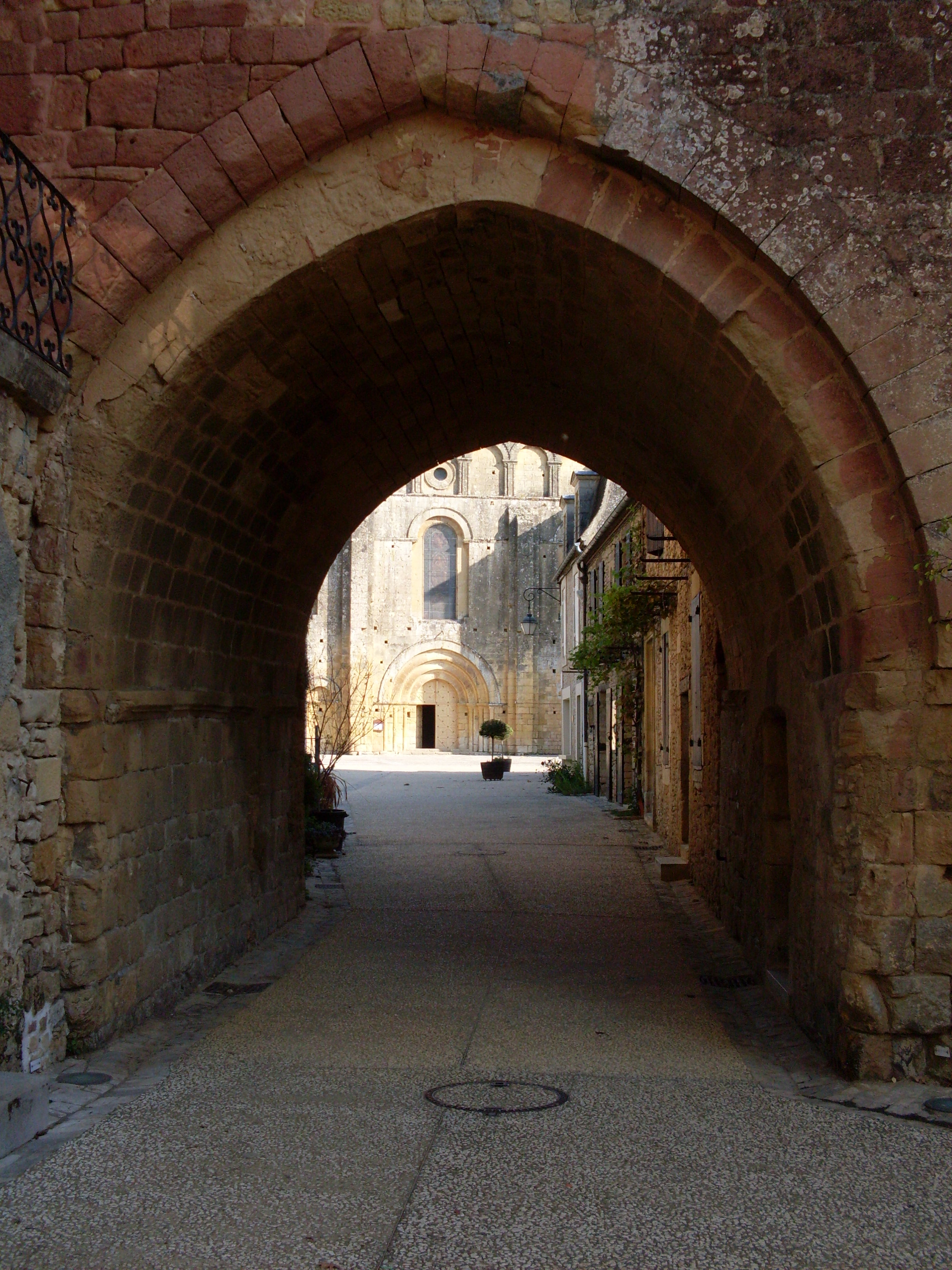
La porte Saint Louis du XIIe siècle, ancienne porte d'accès au monastère.